# Tommy Reo
Tommy Reo (* 1912 oder 1913 in Pennsylvania; † 6. Dezember 1999) war ein US-amerikanischer Jazz- und Studiomusiker (Posaune).

## Leben und Wirken
Reo begann seine Karriere als professioneller Musiker 1937 als erster Posaunist bei Sonny Dunham. Erste Aufnahmen entstanden 1940, als er in New York bei Teddy Powell spielte. In den folgenden Jahren arbeitete er in den Bands von Frank Dailey, Buddy Rogers und Charlie Barnet; 1943 wurde er Mitglied im Benny Goodman Orchestra. Reo spielte dann 1944/45 erste Posaune in der Perry Como-Chesterfield Radioshow; von 1946 bis 1954 arbeitete er als Mitglied er der Studioband des Rundfunksenders WINS. Im Laufe seiner Karriere begleitete er Stars wie Frankie Laine, Judy Garland, Milton Berle, Wayne Newton und Bob Hope; ferner trat er mit der Revue Ziegfeld Follies auf. Mitte der 1960er-Jahre spielte er in Mitch Millers Fernseh-Show Sing Along. Im Bereich des Jazz war er laut Tom Lord zwischen 1940 und 1960 an elf Aufnahmesessions beteiligt, zuletzt mit Charlie Shavers, Jimmy Lytell, Irving Brodsky und Chauncey Morehouse in der Studioband des Bandleaders Joe Glover.